# Lamyctopristus denticulatus
Lamyctopristus denticulatus är en mångfotingart som först beskrevs av Carl Graf Attems 1908.  Lamyctopristus denticulatus ingår i släktet Lamyctopristus och familjen fåögonkrypare. Inga underarter finns listade i Catalogue of Life.